# Свято-Пантелеимоновский больничный храм (Ижевск)
Свято-Пантелеимоновский храм — больничная церковь, располагающаяся в здании МСЧ № 1 «Ижмаш» в Ижевска.

## История создания
- В 2000 году в здании МСЧ № 1 по ходатайству главврача этой больницы было выделено помещение, площадью 60 м².
- 4 ноября 2000 года прошло освящение первой в Удмуртии молитвенной комнаты в честь святого великомученика и целителя Пантелеимона.
- В 2001 году занимаемая площадь молитвенной комнаты была увеличена 137,6 м².
- 24 июня 2003 г. была зарегистрирована организация Прихода Свято-Пантелеимоновского храма г. Ижевска.

## Служение
В Приходе действует воскресная школа для детей прихожан от 6 до 12 лет, храм оказывает социальную и духовную поддержку пациентам больницы и прихожанам храма, а также совершаются регулярные богослужения по расписанию, требы, таинства, духовные беседы и обряды. В связи с расположением Храма в стенах больницы Приход также выполняет особую миссию по духовному наставничеству медицинского персонала.